# Bouceklytus arcuodens
Bouceklytus arcuodens är en stekelart som beskrevs av Yoshimoto 1975. Bouceklytus arcuodens ingår i släktet Bouceklytus och familjen raggsteklar. Inga underarter finns listade.